# 219 v.Chr.
Het jaar 219 v.Chr. is een jaartal in de 3e eeuw v.Chr. volgens de christelijke jaartelling.

## Gebeurtenissen

### Perzië
- Begin van de Vierde Syrische Oorlog, Antiochus III de Grote herovert in Syrië de havensteden Antiochië en Tyrus. Na de bezetting van Palestina, sluit Antiochus III een wapenstilstand met Egypte.

### Egypte
- Cleomenes III van Sparta pleegt in Alexandrië zelfmoord, nadat Ptolemaeus IV Philopator een opstand van de Spartanen heeft onderdrukt.

### Carthago
- In de lente begint Hannibal Barkas met het Beleg van Saguntum, een bondgenoot van Rome; Hannibal raakt tijdens de gevechten zwaargewond, maar na acht maanden moet de vestingstad zich overgeven.
- Rome stuurt afgezanten naar Saguntum, met de eis dat de Carthagers de belegering beëindigen. Hannibal weigert dit en de Romeinse Republiek verklaart de oorlog aan Carthago.
- Publius Cornelius Scipio I landt met een Romeins expeditieleger (22.000 man) aan de Spaanse oostkust, nabij Emporiae. De 17-jarige Scipio Africanus dient als stafofficier in het Romeinse leger van zijn vader.

### Griekenland
- Illyrische piraten plunderen de Cycladen, de Romeinse vloot onder Lucius Aemilius Paulus belegerd Dimale en Pharos (huidige Hvar) in de Adriatische Zee.
- Demetrios van Pharos vlucht uit Illyrië en vraagt politiek asiel aan bij Philippus V van Macedonië. In Pella wordt Demetrios in het paleis benoemd tot adviseur van Philippus V.

### China
- Keizer Qin Shi Huangdi stuurt een Chinees expeditieleger (3.000 man) naar de "Eilanden der Onsterfelijken" (Japan), om naar een elixer te zoeken die hem het eeuwige leven zal schenken.

## Overleden
- Cleomenes III (~254 v.Chr. - ~219 v.Chr.), koning van Sparta (35)